# San Clemente (Chile)
San Clemente ist eine Stadt und Gemeinde in der Provinz Talca in der Región del Maule in Chile. Bei der Volkszählung im Jahr 2017 hatte sie 43.269 Einwohner. Die Gemeinde erstreckt sich über eine Fläche von 4503,5 km².

## Geschichte
Die Stadt San Clemente entstand aus der Ansiedlung von Bevölkerung im Gebiet Los Litres, einer Unterabteilung, die damals zur Stadt Talca gehörte. In der örtlichen Pfarrei, die dem Clemens von Rom gewidmet war, begann sich Mitte des 19. Jahrhunderts eine Gemeinschaft zu bilden. Im Jahr 1864 wurde der örtliche Friedhof angelegt und im darauffolgenden Jahr die erste Schule gegründet. Das Statistische Jahrbuch von 1874 weist für diesen Ort eine Bevölkerung von 824 Einwohnern aus.
Im Jahr 1891 wurde dank des Gesetzes über autonome Gemeinden und des Dekrets zur Schaffung von Gemeinden in Chile die Gemeinde San Clemente gegründet, bestehend aus den Unterabteilungen 10° Perquin, 11° Los Litres und 12° Lircay des Departamento Talca. Die Gemeindeverwaltung nahm 1894 ihre Tätigkeit auf. Etwa zur gleichen Zeit begann der Bau einer Schmalspurbahn von Talca in die höher gelegenen Gebiete der Gemeinde, die ursprünglich bis El Colorado führen sollte, jedoch nur bis Perquin gebaut wurde. Der Ort San Clemente erhielt durch das Gesetz Nr. 16.403 aus dem Jahr 1966 den Status einer Stadt.

## Klima
Das Klima in San Clemente ist überwiegend mediterran gemäßigt. Im zentralen Talbereich herrscht ein warmgemäßigtes Klima mit winterlichen Niederschlägen. In den höher gelegenen Bergregionen ist das Klima kühler und feuchter, mit intensiven Regenfällen während des Winters. In den höchsten Andenlagen dominiert aufgrund der Höhenlage ein Tundrenklima.
Die durchschnittliche Jahrestemperatur beträgt 14,4 °C, wobei die mittlere Höchsttemperatur bei 22,1 °C und die mittlere Tiefsttemperatur bei 7,8 °C liegt. Die durchschnittliche relative Luftfeuchtigkeit beträgt 74 %. Die mittlere jährliche Niederschlagsmenge liegt bei 870,8 mm. Die jährliche durchschnittliche Sonneneinstrahlung beträgt 3598 kcal/m² pro Tag. Die vorherrschenden Windrichtungen variieren im Jahresverlauf: In den Monaten Januar, Februar, März, April, September, Oktober, November und Dezember dominieren Winde aus Süden und Südosten. Im März, Juni, Juli und August treten dagegen häufiger Winde aus Norden und Nordosten auf.

## Bevölkerung
Laut der Volkszählung des Nationalen Statistikinstituts von 2002 hatte San Clemente 37.261 Einwohner (18.988 Männer und 18.273 Frauen). Davon lebten 13.398 (36 %) in städtischen Gebieten und 23.863 (64 %) in ländlichen Gebieten. Die Bevölkerung wuchs zwischen den Volkszählungen 1992 und 2002 um 2,3 % (847 Personen). Im Jahr 2017 zählte man 43.269 Personen.